# Ca l'Arbosser
Ca l'Arbosser és una masia de Riudellots de la Selva (Selva) inclosa a l'Inventari del Patrimoni Arquitectònic de Catalunya.

## Descripció
Ca l'Arbosser és una bonica construcció de dues plantes i golfes, amb vessants a laterals i cornisa catalana d'una sola filada.
La façana principal presenta un portal d'arc de mig punt de grans dovelles i tres finestres rectangulars d'estil renaixentista al primer pis en molt bon estat. La porta original de fusta ha estat substituïda per un tancament de vidre. L'obertura central, més gran que les laterals, té el guardapols acabat als extrems amb dos caps d'angelets, mentre que les dues dels costats tenen acabaments de cul-de-llàntia. Les finestres de la planta baixa són rectangulars de pedra amb reixa quadriculada de ferro. El parament és de pedra irregular vista a la façana principal i al lateral dret, i arrebossat a la part posterior i al lateral esquerre. La coberta ha estat refeta però s'ha mantingut el sistema constructiu d'encaballat de fusta. A l'interior la sala central conserva la volta de rajol pintada de blanc.
Al costat dret i a la part posterior de la casa hi ha diversos cossos de servei afegits que no alteren el caràcter de l'edifici principal.